# Christian IV. (Pfalz-Zweibrücken)

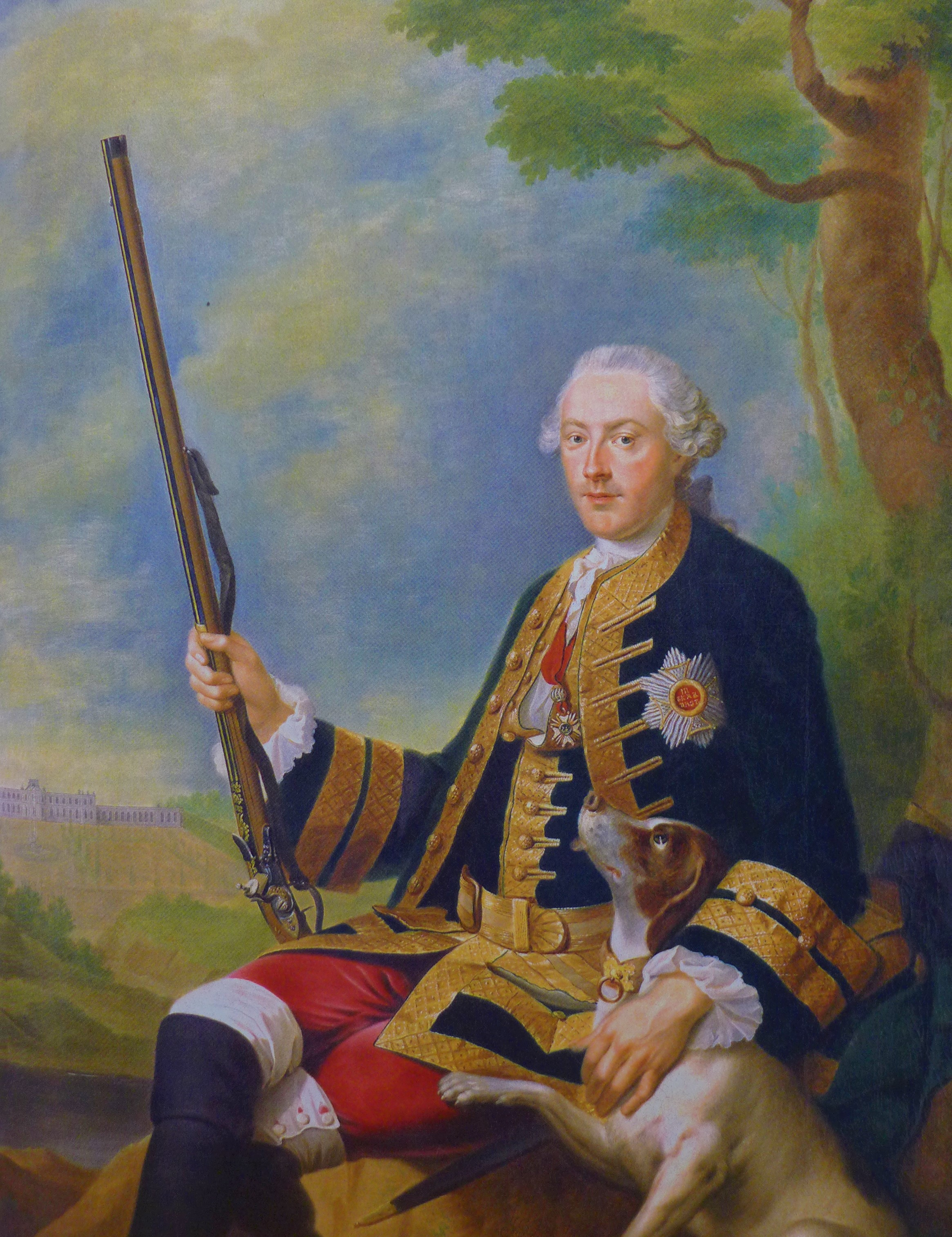
Herzog Christian IV. von Pfalz-Zweibrücken in Jagdkleidung, Ölgemälde auf Leinwand von 1757 von Johann Georg Ziesenis (1716–1776); Bei dem Schlossbau im Hintergrund könnte es sich um Jägersburg handeln.

Wappen

Christian IV. (* 16. September 1722 in Bischweiler, heute Bischwiller; † 5. November 1775 auf Schloss Pettersheim) war Herzog von Pfalz-Zweibrücken.

## Leben
Sein Vater war Herzog Christian III. von Pfalz-Zweibrücken (1674–1735) aus der Birkenfeld-Bischweilerschen Linie der Wittelsbacher, seine Mutter Karoline von Nassau-Saarbrücken (1704–1774). Da Christian erst 12 Jahre alt war, als er nach dem Tod seines Vaters die Herzogswürde erhielt, übernahm zunächst Karoline bis zu seiner Volljährigkeitserklärung am 22. November 1740 die Regentschaft. Sie schickte ihn zusammen mit seinem Bruder Friedrich von 1737 bis zum 18. August 1739 zur Ausbildung nach Leyden und anschließend an den französischen Königshof, von wo er am 20. Juli 1740 nach Hause zurückkehrte. Sogleich nachdem er selbst die Regierungsgeschäfte aufgenommen hatte, bemühte er sich erfolgreich um eine politisch günstige Vermählung seiner Schwester Karoline Henriette. Bereits 1741 heiratete sie Landgraf Ludwig von Hessen-Darmstadt. Goethe gab ihr den Beinamen „Die große Landgräfin“.
Auf Druck seines Gönners Ludwig XV. trat der Herzog 1758 zum katholischen Glauben über, wie bereits zuvor sein jüngerer Bruder. Christian übernahm auch die Erziehung seiner Neffen Karl II. August und Max Joseph, da sein Bruder Friedrich nach dem Siebenjährigen Krieg nicht zurückkehrte, sondern in österreichischen Diensten geblieben war. Christian IV. starb angeblich nach einem Jagdunfall, Johann Christian von Mannlich schildert in seinen Lebenserinnerungen allerdings die Symptome einer Lungenentzündung.

## Wirken
Herzog Christian ist heute noch im Bewusstsein der Zweibrücker Bevölkerung als guter Herzog in Erinnerung, im Gegensatz zu seinem Neffen und Nachfolger Karl II. August, der als absolutistischer Herrscher auftrat. Nach ihm sind im Raum Westpfalz unter anderem eine Straße (Zweibrücken), ein öffentlicher Platz (Homburg-Jägersburg) und eine Schule (Herschweiler-Pettersheim) benannt. Allerdings türmte auch Christian einen enormen Schuldenberg auf, der nicht zuletzt auf seinen Hang zu alchimistischen Experimenten und dem Streben nach einer eigenen Porzellanmanufaktur zurückgeführt werden kann.
In Zweibrücken ließ er aus dem Ergebnis einer Lotterie nach Plänen von Christian Ludwig Hautt die Herzogsvorstadt errichten, die sich um den heute so genannten Herzogsplatz gruppiert. Die Gebäude beherbergen heute vor allem die Stadtverwaltung und verschiedene Gerichte.
Weiterhin ist Herzog Christian als Förderer von Kunst und Handwerk in Erscheinung getreten. Er baute eine beachtliche Gemäldegalerie vor allem französischer Meister auf. Durch seine Freundschaft mit dem französischen Hof gewann er namhafte französische Architekten für seinen Jagdschlossneubau in Jägersburg. Der Maler Johann Christian von Mannlich verdankt seine spätere Karriere der Förderung durch Christian IV. Auch der Maler und Dramatiker Friedrich Müller wurde am Zweibrücker Hof ausgebildet. Prächtige Gartenanlagen ließ der Herzog von Johann Ludwig Petri verwirklichen.
Auch politisch kooperierte Christian IV. eng mit Frankreich. Er stellte das Fremdenregiment Royal Deux-Ponts auf, das im Amerikanischen Unabhängigkeitskrieg unter Führung seines Sohnes Christian von Forbach an der entscheidenden Schlacht von Yorktown beteiligt war.
1755 gründete er das heutige Landgestüt Zweibrücken, 1773 entstand durch Körverordnung das Glanrind.
Nicolas Appert, Erfinder der Konserve und der Kondensmilch war Offizier Christians IV. von 1772 bis 1775.

## Nachkommen

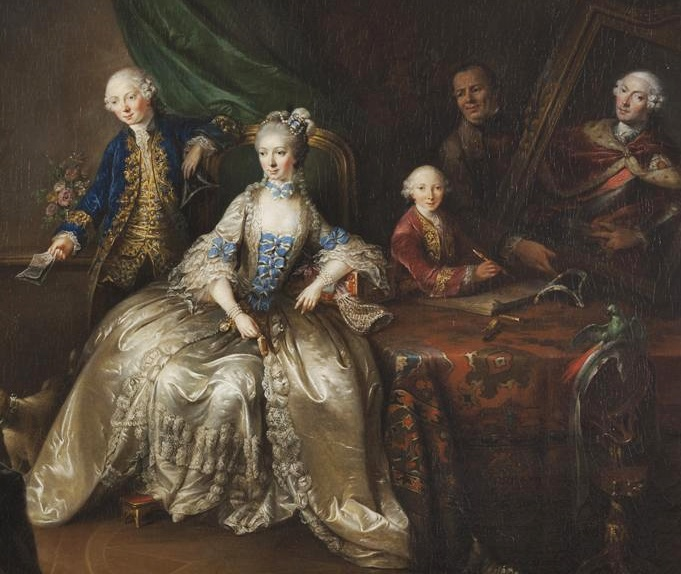
Maria Anna Gräfin von Forbach (1734–1807) mit ihren beiden Söhnen Christian von Zweybrücken (links) und Wilhelm von Zweybrücken (rechts). Ganz rechts auf Bild im Rahmen, der Kindsvater, Herzog Christian IV. von Pfalz-Zweibrücken. Johann Christian von Mannlich, 1764

Christian ging 1751 eine morganatische Ehe mit der Französin Marianne Camasse (1734–1807), spätere Gräfin von Forbach, ein, die er ein Jahr zuvor als sechzehnjährige Tänzerin am Mannheimer Theater kennengelernt hatte. Da die Gültigkeit dieser Eheschließung unklar war, wurde sie am 3. September 1757 noch einmal wiederholt. Christian und Marianne hatten zusammen die Kinder:
- Christian (* 20. November 1752; † 25. Oktober 1817), ⚭ Adelaide-Francoise de Béthune-Pologne (1761–1823) (Haus Béthune)
- Philipp (* 1754, später umbenannt in Wilhelm; † 1807), ⚭ Adelaide de Polastron (1760–1795)
- Maria Anna Caroline (1755–1806), Freiin von Zweibrücken
- Karl Ludwig (1759–1763)
- Elisabeth Auguste Friederike (* 6. Februar 1766; † 1836), Freiin von Zweibrücken
- Julius August Maximilian (1771–1773)